# Protesty na Srí Lance 2022
Masové protesty na Srí Lance proti vládě prezidenta Gotabaje Radžapaksy vypukly v této asijské zemi v březnu 2022. Vláda byla kritizována za špatné hospodaření, za následnou ekonomickou krizi počínaje rokem 2019 a za silnou inflaci. Také za každodenní výpadky elektrického proudu, stejně jako za nedostatek pohonných hmot, plynu a dalších nezbytností. Srílanský lid požaduje rezignaci celé rodiny Radžapaksových. Přes zapojení několika opozičních stran se většina demonstrantů považuje za apolitické a někteří vyjádřili nespokojenost i s parlamentní opozicí. Během protestů demonstranti skandovali hesla jako „Go Home Gota“ a „Go Home Rajapaksas“ (česky: Táhni domů Goto; Táhněte domů Radžapaksové). Protesty vypukly hlavně na popud široké veřejnosti, přičemž hlavní roli hrála mladá generace tím, že protestovala v kolombském parku Galle Face Green.
Demonstrace se zaměřily na členy rodiny Radžapaksových a na vládní politiky. Vládní moc reagovala na protesty vyhlášením výjimečného stavu umožňující armádě zatýkat civilisty, uvalení zákazu vycházení, omezení přístupu k sociálním sítím a útoky na demonstranty, novináře a online aktivisty. Vláda také porušila zákon a Ústavu tím, že se pokusila protesty potlačit. Srílanská diaspora v zahraničí také zahájila demonstrace proti potlačování základních lidských práv v jejich zemi původu. Zákaz sociálních médií skončil neúspěchem a hashtagy typu #GoHomeRajapaksas a #GoHomeGota se šířily i v zemích jako Spojené státy, Singapur a Německo. Blok byl zrušen ještě téhož dne. Komise pro lidská práva Srí Lanky opatření odsoudila a předvolala úředníky zodpovědné za zablokování a za ubližování demonstrantům.
3. dubna 2022 odstoupilo všech 26 členů druhé Radžapaksovy vlády, s výjimkou premiéra Mahindy Radžapaksy. Dle kritiků však rezignace nebyla platná, protože nebyl dodržen ústavní protokol. Nakonec však několik ministrů, kteří „odstoupili“, bylo příští den znovu dosazeno na různá ministerstva. Provládní poslanec Johnston Fernando trval na tom, že prezident Gotabaja Radžapaksa za žádných okolností neodstoupí. Protestující však uspěli ve svých požadavcích na konec mnoha úředníků a ministrů, a to i včetně členů rodiny Radžapaksů a jejich blízkých spolupracovníků. Dále uspěli v požadavcích na jmenování kvalifikovanějších a zkušenějších úředníků a vytvoření poradního sboru na základě mnohostranné angažovanosti a udržitelnosti státního dluhu.
V červenci 2022 demonstranti obsadili prezidentovu rezidenci, načež Radžapaksa uprchl ze země a premiér Ranil Vikremesinghe oznámil, že se chystá rezignovat. Nakonec se právě Vikremesinghe 20. července stal novým prezidentem, když ho zvolil nadpoloviční většinou srílanský parlament. Novým premiérem byl prezidentem Vikremesinghem jmenován dne 22. července Dineš Gunavardena.
V listopadu 2022 již protesty většinou utichly, neboť se začala pozvolna ekonomická situace na Srí Lance zlepšovat. Zároveň s tím byly vyřčeny prognózy, že k plnému zotavení srílanského hospodářství dojde až kolem roku 2026.

## Pozadí
Už od roku 2010 zažívala Srí Lanka prudký růst zahraničního dluhu, jenž v roce 2019 dosáhl úrovně 42,6 % HDP. Coby součást Nové Hedvábné stezky se pro Srí Lanku stala Čína hlavním zdrojem půjček pro financování ohromných projektů, nad jejichž proveditelností však visely otazníky. To vyvolalo v některých kruzích otázky, zda „ekonomická spolupráce Srí Lanky s Čínou není hlavní příčinou krize.“ Čína byla svými kritiky obviňována, že se pokoušela získat nad Srí Lankou a dalšími zeměmi moc prostřednictvím diplomacie dluhových pastí, avšak jiní toto vyvraceli.
Tuto počínající hospodářskou krizi zhoršily nástup pandemie covidu-19 a s ní související koronavirová recese. K tomu se přidal neúspěch v podobě snížení výnosů ze sklizně rýže a cejlonského čaje vinou snahy zákazy využívání umělých hnojiv a pesticidů zmírnit vliv pěstování na životní prostředí. Rýže a čaj jsou ale pro Srí Lanku nejdůležitější zemědělské plodiny, první tvoří základní potravinu pro obyvatele a druhá patří mezi největší exportní položky státu. Jen zákaz používání umělých hnojiv přinesl srílanským zemědělcům zaměřených na čaj nakonec ztráty v hodnotě odpovídající 425 milionů dolarů. Tento zákaz také znamenal snížení produkce rýže o 20 % již během prvních šesti měsíců od startu tohoto ekologického projektu. Pro Srí Lanku byla výsledkem této politiky ztráta potravinové soběstačnosti a nutnost rýži dovážet, což zemi stálo 450 milionů dolarů.
V roce 2021 se zahraniční dluh země vyhoupl na 101 % HDP, což vyvolalo ekonomickou krizi. Vláda Srí Lanky pod vedením prezidenta Gotabaje Radžapaksy v této situaci byla nucena přiznat, že kupila jednu chybu za druhou a situace se díky jejím krokům nadále zhoršovala. Na Srí Lance tedy tato ekonomická krize nabývala na rozsahu i vážnosti, mezi jejímiž dalšími příčinami byly například prudké snížení příjmů do státního rozpočtu a s tím související prudké zvyšování schodku veřejných financí kvůli neuváženému výraznému snižování daňové zátěže. Dále zakročila Srílanská národní banka, jež začala v rekordním objemu tisknout peníze a zcela ignorovala rady Mezinárodního měnového fondu, aby s tím přestala a místo toho aby raději Srí Lanka zvýšila úrokové sazby a daně a zároveň aby vláda začala šetřit. MMF dále srílanskou vládu varoval, že pokračování v tisku nových peněz povede v zemi k ekonomické implozi.
V srílanské společnosti začala růst nespokojenost a veřejnost byla čím dál více rozhněvaná z neschopnosti vlády a z jejího nepotismu, jelikož premiérem a ministrem financí byli Radžapaksovi členové rodiny (Mahinda Radžapaksa respektive Basil Radžapaksa). Veřejnost dále dráždila obvinění z korupce vznášená proti různým členům rodiny Radžapaksových, která však u soudů narážela při dokazování jejich viny. Například když Mezinárodní konsorcium investigativních novinářů v roce 2021 vydalo Pandora Papers, zahrnovalo taková jména jako Nirupama Radžapaksa, jenž potají využíval offshorové společnosti a ekonomické trusty, aby po celém světě skryl majetek celé rodiny Radžapaksů. V roce 2022 začaly v zemi protesty mohutně růst, když byl bratranec bratrů Radžapaksových Džalija Vikramasurija před americkým soudem uznán vinným ze zpronevěry 332 027 dolarů patřících srílanskému státu v roce 2013, kdy srílanská vláda kupovala nové prostory pro svou ambasádu v USA. Od vlády se začali odvracet i dosavadní spojenci a podporovatelé, kteří z krize vinili Basila Radžapaksu, jemuž se začalo přezdívat „Mr. Ten Percent“ (v překladu „Pan deset procent“) pro údajně vyplacené provize za vládní kontrakty. Kromě toho se coby ministr financí během této ekonomické krize čtyři měsíce vyhýbal účasti na zasedáních parlamentu. Udaja Gammanpila, předseda do té doby provládní Pivithuru Hela Urumaya, prohlásil, že jeho strana již Radžapaksy nepodpoří v následujících volbách a narůstající demonstrace nazval koncem nepotismu, jenž otrávil srílanskou politiku.

## Události

### Březen
Protesty začaly na začátku března pouze malými svíčkovými vigiliemi, které se následně masově rozšířily po celé zemi. Jak začaly tyto protesty růsty, vládní poslanci odmítali uznat jejich požadavky, což mělo za následek rychlý nárůst do neorganizovaných protestů, při nichž se po práci scházely stovky obyvatel.
Dne 15. března se sešly desítky tisíc protestujících, kteří byli podporovateli největší srílanské opoziční strany Samagi Džana Balawegaja (SDžB), vedené Sadžithem Premadasou, aby se vydali protestovat přímo před prezidentskou rezidenci a požadovali jeho demisi. 30. března přijel syn Mahindy Radžapaksy Namal na oslavu otevření sportovního centra v Bandarawele. V průběhu začátku ceremoniálu zablokovali místní obyvatelé silnici a požadovali pohonné hmoty, kterých se nedostávalo. To vedlo k tomu, že se mladý Radžapaksa celé oblasti úplně vyhnul a místo něj sportoviště otevřel tamní starosta.
Hned následující den 31. března se konala další demonstrace, na níž se sešly stovky lidí po pangiriwattské cestě do Mirihany, kde se nacházela prezidentova soukromá rezidence, a protestovali proti růstu životních nákladů, nedostatku pohonných hmot a dalších nezbytných položek a proti 13hodinovému výpadku elektřiny. Během noci se tito protestující zradikalizovali a zahájili pochod směrem k prezidentské rezidenci, přičemž požadovali jeho rezignaci. Ačkoliv byla demonstrace stále ještě poklidná a spontánní, zaútočili na demonstranty policisté a stříleli na ně z vodních děl a házeli po nich slzné granáty. Protestující tedy podpálili dva armádní autobusy a policejní džíp a útok oplatili házením kamení na zasahující policisty. V Kolombu pak zablokovali páteřní dálnici hromadou hořících pneumatik. V reakci na tyto události byl vyhlášen zákaz vycházení, jenž byl následujícího dne odvolán, ale policii v hlavním městě posílila armáda. Bezpečnostní složky však během noci i za vyhlášeného zákazu vycházení nadále proti demonstrantům zasahovaly s využitím slzných granátů a vodních děl. Během té noci bylo zraněno a hospitalizováno 50 osob, včetně přítomných novinářů, a 45 osob bylo zatčeno. Průběh protestů přenášela živě tamní soukromá televize Sirasa TV, ale na nátlak vlády byla nucena přestat s vysíláním.
Následující den se na mirihanské policejní stanici sešlo přes 300 právníků, aby hájili zatčené demonstranty pro bono. Dle oficiálního vyjádření nebyl prezident Radžapaksa v průběhu nočních demonstrací ve své rezidenci vůbec přítomen. Prezidentská kancelář uveřejnila prohlášení, že „Protesty z čtvrteční noci jsou vedeny extrémistickými silami, které zvou do země Arabské jaro, aby ji destabilizovaly.“ SDžB obvinila vládu, že do protestujícího davu vyslala své loajalisty, aby se mezi ně infiltrovali a sabotovali demonstraci tím, že zapálili vozidla a zahájili akty agrese. Také upozornila, že dle videí z protestů nevyplývá, že protestující byli ozbrojeni, jak tvrdila vláda.

### Duben
1. dubna, jenž následoval po nočních demonstracích, byl nucen další člen rodiny Radžapaksů Šašíndra Radžapaksa, jenž je synovcem bývalého prezidenta a současného premiéra Mahindy Radžapaksy, neúčastnit se oslav ve městě Vallavaja, neboť se tam sešli protestující s černými vlajkami. Čamara Sampath Dassanajake musel jít na slavnost místo něj, ale i on musel nakonec z místa ujet náhradním vozidlem, když na něj začal protestující dav házet vejcemi. V tentýž den svolala organizace Samagi Vanitha Balawegaja, kterou vedl člen strany SDžB a poslanec Hirunika Premačandra další demonstraci a zahájila protestní pochod ve městě Point Pedro v okrese Džaffna na severozápadě ostrova proti mizerné ekonomické situaci, která doléhala na obyvatelstvo. Během tohoto protestu se Hirunika Premačandra měl dostat do ostrého sporu s politickým aktivistou Arunem Siddharthem. Nálada v tomto pohybujícím se táboře protestujících houstla a opět musela zasahovat policie.
Toho dne se také sešla Rada katolických biskupů Srí Lanky a požádala politické lídry, aby zachránili Srí Lanku před osudem zkrachovalého státu, avšak katolický týdeník Gnanartha Pradeepaja ve svých článcích zároveň vinil ze špatné situace korupci, jež zemi dohnala k tomu půjčovat si peníze na nákup nezbytných komodit. Ve svém projevu kardinál Malcolm Ranjith vinil z nastalé krize jak politiky, tak občany země, kteří dopustili zvolení osob, proti nimž se nyní protestovalo, a nešetřil ani představitele předešlých vlád ani opozici. Kardinál rovněž odsoudil způsob, jakým vláda označila protestující, tedy jako extrémisty a teroristy, aniž by uznala bolesti sužující lidi a jejich obavy.

#### Vyhlášení výjimečného stavu
Dne 1. dubna vyhlásil prezident Gotabaja Radžapaksa celostátní výjimečný stav. Nicméně protesty pokračovaly dál a následující den se k nim přidali řidiči autobusu v Anuradhápuře, tesaři v Moratuvě a rybaři v Galle. Kvůli tomu a ve snaze zmírnit nárůst četnosti protestů byl toho dne vydán další zákaz vycházení, tentokrát na 36 hodin počínaje šestou večerní, jenž skončil v šest hodin ráno 4. dubna. Toto neočekávané vyhlášení zákazu vycházení však vedlo k panice obyvatelstva, jež začalo narychlo skupovat zásoby jídla a pití, čímž se vytvořily dlouhé fronty před obchody a lékárnami, kde to neodvratně vedlo k spontánním a hlasitým protivládním projevům. Navíc se mnoho lidí, kteří za prací musejí dojíždět, nemělo jak dostat domů a mnozí museli přespat na ulici. Během tohoto zákazu se k odsouzení vlády a nastalé situace přidaly už srílanské celebrity a slavný bývalý hráč kriketu Rošan Mahanama obvinil „neschopné mocichtivé vladaře“ z vytvoření této ekonomické deprese. K němu se přidalo velké množství dalších slavných srílanských profesionálních kriketistů, kteří skrze sociální sítě a diskuzní fóra vyjádřili své obavy ohledně práv veřejnosti demonstrovat během této krize. Někteří jako Sanath Džajasurija, Rošan Mahanama a Marvan Atapattu se osobně vydali do ulic podpořit protivládní protesty s transparenty v rukách. Hirunika Premačandra dále vedl skupinu protestujících žen v pochodu k domu populární srílanské věštkyně jménem Gnana Akka (Gnanakka) do Anuradhápury, kde protestovali přímo před jejím chrámem, ale přivolaná policie je nepustila dovnitř.
2. dubna byl zatčen aktivista Thisara Anuruddha Bandara, známý ze sociálních sítí tím, že vymyslel hashtag #GoHomeGota, a byl zadržován na policejní stanici v Modaře, než byl postaven před soud. Bouřlivé nepokoje se strhly i před rezidencí Samana Lal Fernanda, starosty Moratuvy, jež je předměstím Kolomba. Rozuřený dav protestujících házel do jeho rezidence kameny a požadoval dodávky elektrického proudu.

#### Zablokování přístupu k sociálním sítím
3. dubna oznámila srílanský Úřad pro regulaci telekomunikace, že poskytovatelé internetových služeb zablokovali přístup k sociálním sítím Facebook, WhatsApp, Instagram, Twitter a YouTube na žádost ministerstva obrany. Ředitel státní agentury Information and Communication Technology Agency of Sri Lanka, zodpovědné za zavádění informačních technologií v zemi, Ošada Senanajake v reakci na tento postup zavřít lidem přístup na sociální sítě nabídl svou funkci k dispozici s odůvodněním, že si stojí za svým charakterem a za svými zásadami. Úřad veřejných služeb Srí Lanky požádal Úřad pro regulaci telekomunikace a poskytovatele internetových služeb, aby okamžitě obnovily provoz všech sociálních sítí, jelikož kvůli tomuto zablokování není Úřad veřejných služeb schopen informovat spotřebitele o hrozících výpadcích elektrického proudu, který je na Srí Lance považován za nezbytnou základní službu. Blokování sociálních sítí skončilo po 15 hodinách.
Kvůli zablokování sociálních sítí opět vyšli do ulic protestující a porušili tím nařízení o zákazu vycházení. Tento protest v Kolombu vedli Sajith Premadasa, Sarath Fonseka a Patali Čampika Ranavaka, spříznění se SDžB, ale jejich průvod byl zablokován policií. Další protest proti zákazu sociálních sítí a proti zákazu vycházení se konal v Kandy na popud studentů Peradenijské univerzity, který byl rozprášen policejními vodními děly a slznými granáty.

#### Pád vlády
Téhož dne 3. dubna podala většina členů Radžapaksovy vlády demisi. Mezi nimi byli i členové rodiny Radžapaksů: ministr mládeže a sportu Namal Radžapaksa, který byl kritikem rozhodnutí zablokovat přístup na sociální sítě, dále ministr zavlažování a správy vodních zdrojů Čamal Radžapaksa a ministr financí Basil Radžapaksa. Prezident měl následující den oznámit vznik nové vlády.
Avšak opozice poznamenala, že dle článku 47(2)(a) v Ústavě musí být rezignace ministrů doručeny do rukou prezidenta, a nyní v tomto případě ministři podávali demise pouze do rukou premiéra. Opozice též odmítla, že by se přidala k prozatímní vládě, neboť by nebylo praktické být členem Radžapaksovy vlády bez parlamentní většiny, která je nezbytná pro provedení důležitých hospodářských reforem. Přesto 4. dubna prezident Radžapaksa přikročil k rotaci stávajících ministrů a Aliho Sabry jmenoval ministrem financí, G. L. Peirise ministrem zahraničí, Dineše Gunavardenu ministrem školství a Johnstona Fernanda ministrem dálnic. Protesty pokračovaly přes celý den a konaly se například na hlavní silnici Tangalle-Kataragama, jež je blízko Carltonského domu v Tangalle, kde se nachází rodinná rezidence Radžapaksových. Prezident Radžapaksa pozval na jednání zástupce opozice a přes jejich prvotní odmítavý postoj je přizval k účasti na jeho vládě národní jednoty, jejímž úkolem by bylo vyvést Srí Lanku z krize. Toho dne také rezignoval guvernér Srílanské národní banky Adžith Nivard Kabrál v reakci na rostoucí nespokojenost obyvatel.
Protesty ještě téhož dne v reakci na jmenování stejných jmen za ministry mohutně zesílily, lidé požadovali rezignaci prezidenta a protestující davy obsadily okolí domů provládních členů parlamentu, například Keheliji Rambukvelly, Gaminiho Lokugeho, Rameše Pathirany, Kančany Vidžesekery, Rošana Ranasingha, Nimala Lanzy a Džanaky Bandary Tennakúna. Přes policejní střelbu slzných granátů do rozbouřeného davu se některým protestujícím povedlo proniknout do domu Rošana Ranasinghe a poničit ho. Protestující také obklíčili kancelář Douglase Devanandy v Džaffně ve chvíli, kdy se nacházel uvnitř. Protestující také začali požadovat zatčení všech Radžapaksů a zabavení jimi nakradeného majetku.
V telefonickém rozhovoru s redaktorem News First odhalil bývalý náměstek guvernéra Srílanské národní banky Nandalal Vírasinghe, že mu prezident Radžapaksa nabídl místo guvernéra, a potvrdil, že jeho nabídku přijal. Do této funkce nastoupil 7. dubna.
K protestům se nyní přidalo i duchovenstvo a příslušníci Katolické církve vedení kardinálem Malcolmem Ranjithem protestovali proti vládní moci z arcibiskupského domu v Kolombu, zatímco buddhističtí duchovní z Univerzity Bhiksu na Srí Lance protestovali v Anuradhápuře. Připojili se i příslušníci zdravotnického personálu z Kolombské jižní fakultní nemocnice.

#### Svolání parlamentu
Na 5. dubna se poprvé po vyhlášení výjimečného stavu sešel parlament a probíral aktuální stav ve státě. Vláda strany Srí Lanka Podudžana Peramuna (SLPP) zde začala ztrácet poporu svých klíčových spojenců: celkem 9 poslanců SLPP se rozhodlo distancovat od současné vládní moci a stali se nezařazenými poslanci, Srílanská svobodná strana (SLSS), Kongres cejlonských pracujících (KCP) a Makkalský všecejlonský kongres (MVcK) opustily vládní blok a přesunuly se do opozice, čímž vládní moc ztratila parlamentní většinu. Před budovu parlamentu se nahrnul velký dav protestujících a požadoval okamžitou rezignaci celé Ražapaksovy vlády za zvuku sloganů „Gota Go Home“ a „Go Home Rajapaksas“. Během tohoto protestu se z opačné strany od parlamentu přihnalo na motocyklech bez poznávacích značek šest maskovaných a ozbrojených mužů, u nichž bylo později zjištěno, že byli příslušníky armády. Nicméně policie je zastavila, vyslechla je a zabavila jim klíčky od motocyklů. Náčelník štábu obrany a velitel armády generál Šavendra Silva označil tento policejní zásah za „neetický a nevychovaný“.
5. dubna se vydali na protivládní protest lékaři a doktoři z Asociace vládních mediků, při němž vyhlásili stav medicínské nouze z důvodu docházejících zásob základních léků. Ze strany mládeže, jež nedostala souhlas rodičů k účasti na protestech na ulici, došlo k vybití frustrace nad stavem země tím, že se pustili do vandalismu článků na wikipedii o srílanských politicích a na mušku si vzali například Adžitha Nivarda Kabrála, Basila Radžapaksu a Namal Radžapaksu. Prezident Radžapaksa dal toho dne o půlnoci zrušit výjimečný stav.
Protesty to však neutišilo. 8. dubna musela policie rozhánět slznými granáty dav univerzitních studentů, kteří protestovali na křižovatce Polduva v Battaramulle. Protestovali také IT specialisté, kteří se shromáždili ve velkém počtu na kruhovém objezdu Liberty poblíž komplexu Liberty Plaza v Kolombu. Ve městě se konaly i protesty na podporu prezidenta Radžapaksy, ale jeho podporovatelé byli ve výrazné menšině. Skandovali heslo „We want Gota“ (My chceme Gotu).
Následující den v Kolombu proběhly další masové protesty, kdy pospolu protestovali proti vládě tamní LGBT komunita, odboráři, budhističtí a muslimští duchovní a jejich komunity. Studenti soukromých i státních univerzit se k nim připojili a zahájili kombinovaný protestní pochod spolu se studenty protestujícími v Nugegodě. Někteří Srílančané na sociální síti Twitter vyzývali amerického miliardáře Elona Muska, aby raději koupil celou Srí Lansku za cenu státního dluhu v hodnotě 45 miliard dolarů, než aby kupoval Twitter za 43 miliard, což byla v tu chvíli aktuální zpráva ze zahraničního biznisu, a navrhovali mu, aby se přejmenoval na „Ceylon Musk“. Další Srílančané dokonce žádali na Redditu a na Twitteru hackerskou skupinu Anonymous, aby šířila a odhalovala korupci rodiny Radžapaksů a dalších politiků. Skupina Anonymous na tuto žádost reagovala pozitivně a umístila 9. dubna své první video týkající se korupce u Radžapaksů na svůj oficiální YouTube kanál The Ghost Squad. Účast Anonymous však vyvolávala jisté rozpaky, neboť si mnozí pamatovali na jejich hackerské útoky vůči Srí Lance z roku 2014.

#### Obsazení Galle Face
Na 9. dubna 2022 demonstranti naplánovali další velké protivládní demonstrace, protesty a protestní shromáždění v kolombském pobřežním městském parku Galle Face Green. Úřady na takové svolání reagovaly uzavřením Galle Face Green s odkazem na územní rozvoj. Nehledě na tuto uzávěru se zde sešly desetitisíce lidí. Přes nepřízeň počasí zde lidé setrvali od rána do noci i s transparenty v rukách. Protestující museli čelit přerušení signálu do mobilních telefonů, neboť úřady daly na místo nainstalovat rušičku, aby protestující nemohli skrze sociální sítě živě přenášet dění na Galle Face Green či posílat zprávy. Protestující davy se počínaje tímto dnem začaly držet hashtagu #OccupyGalleFace i v prostorech naproti prezidentskému sekretariátu a prohlásili, že neopustí Galle Face, dokud prezident neodstoupí. Z výzvy „Occupy Galle Face“ se stal na Galle Face hlavní slogan protestů. Na svých transparentech nesli Srílančané slogany jako „Tohle je naše země, nikoliv tvůj bankomat“, „Země je na prodej, Gota neuspěje“, „Vraťte nám naše ukradené peníze“, „Pokud nám ukradnete naše sny, nenecháme vás vyspat“, a „Audit na všechny politiky. Ihned“.
Následující den protesty pokračovaly i přes hustý déšť a bouřku. Davy lidí trvaly na tom, že protesty budou pokračovat, dokud prezident Gotabaja Radžapaksa nerezignuje. Galle Face přejmenovali na Gotagogama a hashtag #GoHomeGota2022 dosáhl přes jeden milion sdílení na sociální síti Facebook. Na Twitteru byl též velmi frekventovaný po následující tři týdny..
Dne 11. dubna protesty na Galle Face podpořili obyvatelé po celém ostrově. Toho dne zemřel místní populární zpěvák a rapper Shiraz-Rude Bwoy na infarkt krátce po svém vystoupení na protestech a byl tak prvním mrtvým souvisejícím s Galle Face. Během svého vystoupení zazpíval celé album Get up, Stand up od Boba Marleye, aby pobavil unavené protestující na Galle Face. Zkolaboval ihned po odzpívání poslední písně a ještě během převozu do nemocnice byl prohlášen za mrtvého.
12. dubna už protesty na Galle Face trvaly čtvrtým dnem a přidali se významní srílanští umělci jako Nanda Malini, Sunil Arijaratne, Swarna Mallawaračči a Buddhadasa Galappatti, aby podpořili mladé demonstranty a jejich snahu sesadit stávající vládní moc.
Na šestý den se na Galle Face poblíž místa Gotagogama sešel ohromný dav, neboť se 14. dubna 2022 slavil Sinhálský nový rok (Puthandu) a vařila se tradiční mléčná rýže, sdílely se sladkosti a olejové koláče v naději na lepší časy. Protestující davy přivítaly svůj Nový rok vypouštěním ohňostrojů a petard při zpěvu sloganů jako „Vítězství boje lidu“. Hrály se tam tradiční hry Avurudhu jako například hra na trefování se do hrnců v místě Gotagogama. Také se zpívaly rabánské melodie jako součást novoročních zvyků a tradic. K protestům se na Nový rok přidal další místní slavný zpěvák Victor Ratnajake. Stejně tak se přidali i váleční veteráni, včetně hendikepovaných veteránů z bojové fronty. Mnoho protestujících ale oslavy Nového roku a případné dovolené rušilo, jen aby se mohli přidat k protivládním demonstracím. Mnozí z nich (včetně dětí a nemluvňat) nosilo čelenky s protivládními slogany „Go Home Gota“ a „Gota Go Home“.
Mezi obyvatelstvem se začaly šířit fámy a konspirační teorie, když 14. dubna letecká společnost SriLankan Airlines uveřejnila na svém oficiálním Twitterovém účtu informaci, že odbor nákladní přepravy udělal už v únoru během jediného dne rekord v počtu tří po sobě jdoucích nákladních charterových letů směrem na Mezinárodní letiště Entebbe v Ugandě, přepravujících přes 102 tun tištěného materiálu. Informace o tom, o jaké tištěné materiály šlo, zprvu odmítla společnost zveřejnit s poukazem na důvěrnost. Později byl tento tweet ze sociální sítě bez dalšího vysvětlení úplně smazán. Letecká společnost byla později nucena uveřejnit vysvětlení, že materiál zaslaný do Ugandy obsahoval pouze ugandské bankovky a z bezpečnostních důvodů kvůli sousední Keni se ugandská vláda rozhodla nechat vytisknout bankovky ugandského šilinku tam, kde mají globální bezpečnostní tiskárnu. Ve městě Bijagama na Srí Lance se skutečně nachází pobočka společnosti De La Rue, která tiskne bankovky pro cizí země včetně Ugandy. Srílanské aerolinie trvaly na tom, že tento obchod měl čistě komerční základ a zemi i aerolinkám samotným přinesl velký a velmi potřebný zisk v zahraniční valutě. Mahinda Radžapaksa ve druhém funkčním období svého prezidentství v letech 2010 až 2015 udržoval těsné styky s Ugandou a také se spřátelil se srílanským vysokým komisařem pro Ugandu, Velupillaiem Kananathanem během první oficiální návštěvy Ugandy v roce 2014. Uganda byla totiž navržena na zápis na černou listinu vedenou mezinárodními finančními systémy za nedodržování zákonů proti praní špinavých peněz a za neustálé zapojování se do různých případů závažné hospodářské kriminality. Novinky o tomto možném zápisu Ugandy na černou listinu kvůli praní špinavých peněz se na Srí Lance staly virálními jak mezi aktivními protestujícími, tak mezi uživateli sociálních sítí a spojovali to s rodinou Radžapaksů a s dalšími vlivnými provládními politiky, které podezřívali z odvozu nelegálně nabytého majetku pryč ze země do Ugandy spolu s touto zásilkou bankovek prostřednictvím Srílanských aerolinií.
Toho dne byl také zadržen policista z kuttigalského oddělení za svou účast na protestech v policejní uniformě a začal být vyšetřován speciální policejní vyšetřovací inspekcí. Následující den 15. dubna byl ale propuštěn na kauci po slyšení u soudu Fort Magistrate v Kolombu, kde se toho dne sešlo několik právníků, kteří se zapojili do obhajoby tohoto policisty.
15. dubna zahájil bývalý hráč kriketu Dhammika Prasád 24hodinovou protestní hladovku, při níž vyzval vedení země, aby zajistilo spravedlnost ohledně tři roky starému případu velikonočních teroristických útoků vůči obětem, a spolu s tím aby provedlo okanžitá opatření ke zmírnění hospodářské krize země a jejích dopadů na obyvatelstvo. K Prasádovi se připojili další bývalí hráči kriketu Ardžuna Ranatunga a Sidath Wettimuny, kteří šli protestovat přímo na Galle Face výhradně kvůli vyjádření podpory jeho hladovce. Další hráč Sanath Džajasurija též přišel podpořit protesty proti Gotabajovi Radžapaksovi. Toho dne dosáhl počet sdílení hashtagu #GoHomeGota2022 přes tři miliony, pouhé tři dny po dosažení dvoumilionové mety. Na Galle Face přišli protestovat i Veddové, divošští příslušníci původních obyvatel Srí Lanky.
17. dubna trval protest na Galle Face již devátým dnem a zpívala se zde národní hymna v sinhálštině i tamilštině jako výraz solidarity a jednoty napříč srílanskou společností. Tohoto dne, kdy se slavila Velikonoční neděle, si protestující připomněli tragické události teroristických útoků z roku 2019, při nichž přišlo o život 258 lidí, a požadovali pro tyto oběti spravedlnost. Na místo Gotagogama zavítali komisaři pro lidská práva na Srí Lance, aby vyšetřili zprávy o tom, že se policisté pokusili násilím rozehnat zdejší pokojný protest. V noci toho dne nasvítili protestující pomocí promítačky budovu prezidentského sekretariátu (kde Gotabaja Radžapaksa pracoval) barevnými trojrozměrnými ilustracemi spolu se slogany „Go Home Gota“. Policisté se však promítání pokoušeli zastavit. Některá média jako například TV Derana a její sesterský kanál Ada Derana toho dne označily protesty za „plážovou párty“, což se ze strany protestujících a kritiků stavu lidských práv v zemi (např. od právníka Ambiky Satkunanathana setkalo s negativním přijetím. Tento televizní kanál též v pořadu State of the Nation uveřejnil spekulace, že protesty v zemi financují teroristické organizace a hackeři. O den později televizní moderátor Mahieaš Džonny nabídl svou rezignaci a TV Derana vydala prohlášení, že jeho názory nereprezentují pohled na věc celé televize.
19. dubna se k protestům připojila Federace univerzitních profesorů a provedla protestní průvod od Kolombské univerzity až na Galle Face. Vysokoškolští učitelé, kteří se sešli ve velkém množství s transparenty, přitom zablokovali celý jízdní pruh na gallské silnici vedoucí z kollupitské křižovatky až k prezidentskému sekretariátu. Ve stejném dni provedl herec Džehan Appuhami symbolický pochod od Kostela Sv. Šebestiána v Negombu k Chrámu Sv. Antonína v Koččikade spolu se skupinou lidí, přičemž nesl na svých zádech velký dřevěný kříž, aby se hledala pravda a spravedlnost ohledně velikonočních teroristických útoků v roce 2019. Poté šli na Galle Face Green. K protestům se přidal i srílanský herec žijící trvale ve Velké Británii Hiran Abeysekera, který vyhrál cenu Laurence Olivier Award for Best Actor v roce 2022, jenž kvůli tomu přicestoval na Srí Lanku a připojil se rovnou k dění na Galle Face.
24. dubna obklíčily rezidenci premiéra země tisíce studentů sdružených v organizaci „Meziuniverzitní studentské federace“ (Inter University Students Federation) a požadovali konec současného režimu. K nim se připojily desítky válečných veteránů a utábořili se na prostranství před budovou prezidentské kanceláře. 29. dubna protestující dav nasadil pásku přes oči soše bývalého premiéra S. W. R. D. Bandaranaikeho, tehdy ještě Cejlonu, který je znám pro své prosazování kontroverzního a nechvalně proslulého výnosu Sinhala Only Act z roku 1956.

### Červenec
Dne 6. července byl zatčen bývalý poslanec Hirunika Premačandra za účast na protestu před prezidentskou rezidencí. Jeho zatčení se stalo roznětkou dalších mohutných protestů a proti protestujícímu davu policie nasadila slzné granáty. 8. července vyhlásil policejní generál Čandana D. Vikramaratne „policejní zákaz vycházení“, který byl dle právních expertů nelegální a neústavní, jelikož na Srí Lance neexistuje ustanovení dávající policii takovou pravomoc. Poslanec Mathiaparanan Abraham Sumanthiran, významný právník Viran Cores a BASL vydali společné prohlášení odsuzující svévolný „policejní zákaz vycházení“ coby čin v rozporu se zákonem, jehož cílem bylo zakázat uplatnit právo na poklidný protest, který by byl porušením základních práv občanů země. Policejní generál nakonec následující den ráno tento zákaz vycházení odvolal.

#### Obsazení prezidentské rezidence
Dne 9. července uprchl prezident Radžapaksa ze své rezidence v Kolombu, když se před ní na Čathamském náměstí shromáždil ohromný protestující dav požadující jeho okamžitou rezignaci. Jen několik minut poté tento dav vtrhl dovnitř přes policejní barikády a přes střelbu slzných granátů. Protestující davy rovněž vnikly na sekretariát prezidenta Srí Lanky a do Temple Trees, oficiální rezidence premiéra a shromáždily se kolem soukromého sídla premiéra Ranila Vikremesingha. Ten později toho dne oznámil, že je ochoten odstoupit z funkce. Ačkoliv se většinou tyto protesty odehrály v poklidném duchu, 55 osob utrpělo během nich zranění a muselo být hospitalizováno v Národní nemocnici v Kolombu.
Srílanská policie spolu se speciálními jednotkami zahájila v reakci na tyto události brutální útok na demonstranty v okolí rezidence premiéra, při nichž byli protestující zbiti. Tomuto násilí byli vystaveni i někteří přítomní novináři a čtyři z nich, včetně kameramana Varuny Sampatha a redaktorky Sarasi Peirisové z News First, byli zbiti, přestože na sobě měli insignie akreditovaných médií a žádali zasahující policisty, aby neútočili, protože byli v živém televizním vysílání. Tito žurnalisté následkem útoku skončili v nemocnici. Bylo zjištěno, že tento útok na novináře nařídil policejní důstojník Romeš Lijanage, proti němuž bylo zahájeno disciplinární řízení. Premiér Ranil Vikremesinghe vyjádřil nad těmito událostmi a útoky politování.
Ještě v průběhu té noci vydal předseda parlamentu Mahinda Japa Abejvardena prohlášení, že prezident Radžapaksa na svůj úřad rezignuje dne 13. července 2022. Premiér Vikremesinghe taktéž oznámil, že je ochoten složit svoji funkci, ale učiní tak, jakmile bude známo složení nové vlády. Protestující později v téže noci vtrhli i do soukromého sídla premiéra v Kolombu a podpálili ho.
Mnoho z protestujících, kteří vpadli do prezidentovy rezidence, do Temple Trees a do prezidentského sekretariátu, zde strávili noc a odmítali opustit tyto budovy a pozemky, dokud premiér a prezident skutečně neodstoupí ze svých funkcí. 10. července byly tři osoby zatčeny za žhářství, neboť podpálily premiérův dům.
Od 10. července se prezidentská rezidence stala pro Srílančany turistickou atrakcí a mnoho lidí přicestovalo, aby si prohlédli všechen luxus, který si prezident užíval navzdory hospodářské krizi. Mnohé rodiny si udělaly v Gordonově zahradě patřící k rezidenci piknik. V této situaci bezpečnostní složky místo jen zpovzdálí hlídaly a nezasahovaly, přičemž umožnily, aby dobrovolníci z řad protestujících řídili velký nápor Srílančanů do prostor rezidence. V některých případech se policisté k návštěvníkům a protestujícím přidali, aby se vyfotili uvnitř luxusní budovy na své telefony. Z prezidentského sekretariátu udělali protestující knihovnu a nabídli návštěvníkům k četbě přes 8 000 knih v sinhálštině, v tamilštině a angličtině. Během obou dnů (9. a 10. července), se prezident Radžapaksa ukrýval neznámo kde. Až teprve 11. července přišla BBC se zprávou, odvolávajíc se na srílanské armádní zdroje, že se prezident nachází na palubě armádního plavidla, ale neopustil srílanské výsostné vody. Ale předseda parlamentu nejprve tvrdil, že prezident Radžapaksa opustil zemi s tím, že se do středy vrátí, pak se opravil a oznámil, že se prezident stále nachází na Srí Lance.

#### Útěk prezidenta Radžapaksy ze země
První pokus prezidenta o únik ze země se odehrál ještě v pondělí 11. července, ale personál imigračního úřadu mu na letišti zabránil vstoupit do VIP zóny. Mezi běžné cestující se bál, a tak do letadla mířícího do Dubaje nenastoupil a vrátil se na vojenskou základnu. Uniknout se pokoušel z důvodu, aby podal demisi v zahraničí, protože by jinak musel kvůli ztrátě imunity čelit trestnímu stíhání za špatné hospodaření.
Napodruhé už ze země uprchl a ráno 13. července se prezident Gotabaja Radžapaksa přesunul i se svou manželkou a se dvěma osobními strážci na Maledivy. Letectvo Srí Lanky potvrdilo, že pro prezidenta vyčlenilo jedno ze svých letadel, aby ho na Maledivy dopravilo. Odtamtud se přepravil na Boeingu 787 společnosti Saudia do Singapuru, kam měl povolen vstup na základě provedení „soukromé cesty“. Díky tomuto letu si Radžapaksa zajistil, že se vyhne zatčení, jakmile by podal demisi.
Toho dne byl na noc vyhlášen další zákaz vycházení na celé Srí Lance, neboť se situace v ulicích opět vyostřila. Předseda parlamentu totiž toho odpoledne vyhlásil, že prezident Radžapaksa jmenoval premiéra Ranila Vikremesingha úřadujícím prezidentem země. Protestující davy vtrhly do premiérovy kanceláře a požadovaly jeho okamžitou demisi.
Protestující kromě toho vtrhli i do budovy patřící státní televizi Sri Lanka Rupavahini Corporation a požadovali, aby byly vysílány protivládní demonstrace. Tento kanál byl totiž vypnut, ale později obnovil živé vysílání protestů. Podobná situace nastala i s dalším státem vlastněným televizním kanálem Independent Television Network (ITN). Navečer se protestující dav snažil prolomit policejní barikádu podél silnice vedoucí k budově parlamentu, čemuž policisté a vojáci zabránili díky použití slzných granátů, ale protestující se od jednoho ze zasahujících vojáků zmocnili zbraně typu T-56 a dvou zásobníků s 60 kusy střeliva. Voják a ještě jeden policista byli se zraněními převezeni do nemocnice. Úřadující prezident Vikremesinghe byl v této situaci nucen vyhlásit celostátní zákaz vycházení.

#### Rezignace prezidenta Radžapaksy
Dne 14. července protestující davy opustily prezidentskou rezidenci v Kolombu, sídlo premiéra země a premiérovu kancelář. Prezident Radžapaksa totiž ještě téhož dne poslal přes e-mail předsedovi parlamentu rezignační dopis. Zprvu nebylo jasné, zda je podání demise takovýmto způsobem akceptovatelné, avšak o den později srílanský předseda parlamentu Mahinda Japa Abejvardena oznámil, že ze Singapuru, kde se Radžapaksa momentálně nacházel, mu byla podaná rezignace letecky doručena v písemné formě, a rozhodl se ji po prověření pravosti dokumentu přijmout.
Poté bylo možné přikročit k procedurám volby nového prezidenta. Srílanský parlament se proto sešel hned následující sobotu 16. července. Ranil Vikremesinghe zatím složil prezidentský slib, aby mohl působit jako úřadující prezident do doby, než bude zvolen Radžapaksův nástupce. Dne 20. července byl pak sám Ranil Vikremesinghe zvolen novým prezidentem, a to až do listopadu 2024. O 2 dny později jmenoval Vikremesinghe premiérem Dineše Gunavardenu, spojence dynastie Radžapaksů.

#### Události po zvolení nového prezidenta
V den, kdy se sešel srílanský parlament, aby vyhlásil nepřímé prezidentské volby, se opět sešli protestující v ulicích, aby dali najevo svou nevoli nad vybráním Ranila Vikremesingha úřadujícím prezidentem, jenž byl zároveň nominován jako kandidát do nadcházejících voleb. Zdálo se, že politická krize tímto nekončí a obyvatelstvo začalo skandovat „Ranil Go Gama“ (Ranile, vrať se na vesnici) a požadovalo, aby Vikremesinghe, který byl u obyvatel nepopulární a byl vnímán jako obhájce padlého zkorumpovaného režimu, ihned rezignoval.
Dne 20. července vydal smírčí soud v obvodu Fort v Kolombu na žádost policie soudní zákaz shromáždění v 50metrovém okruhu kolem sochy S. W. R. D. Bandaranaikeho v parku Galle Face Green s odůvodněním, že protestující tuto sochu poničili. O den později opustili protestující svou baštu „No Deal Gama“', jež se nacházela na prostranství před Temple Trees v Kollupitiji. Na Galle Face Green pak protestující oznámili, že vrátí do správy úřadů prezidentský sekretariát do dvou hodin odpoledne 22. července.
Situace se zdála, že se vrátí do normálu, avšak 22. července před druhou hodinou ráno navzdory slibu, že protestující během dne Galle Face Green vyklidí, vtrhly bez předešlého varování na místo tisíce příslušníků ozbrojených složek od policie, armády a speciálních jednotek a provedly společnou operaci k vyklizení prezidentského sekretariátu od protestujících. V průběhu násilného vyhánění protestujících z místa bylo těmito zasahujícími ozbrojenými složkami napadeno i několik přítomných novinářů včetně zahraničních, například od BBC. Při zásahu bylo více než 50 osob zraněno a devět osob bylo zatčeno. Nad tímto postupem vyjádřilo své obavy několik diplomatů přítomných v zemi včetně amerického, kanadského a britského velvyslance. Lidskoprávní organizace na Srí Lance, jejíž pracovníci během dne dorazili na místo, aby sebrali důkazy a záznamy z nočních událostí, nazvala tuto vojensko-policejní operaci „naprostým porušením základních lidských práv výkonnou mocí.“ O den později vydala policie vysvětlení, že se musí dodržovat zákony a nařízení, a protestující na Galle Face Green v dřívějších událostech odmítali opustit dotyčný pozemek a chovali se vůči pořádkovým jednotkám agresivně, když policie žádala, aby opustili prezidentský sekretariát, a tak jim nebylo nyní možné věřit. Navíc nevyklidili na základě soudního rozhodnutí stany z místa kolem Bandaranaikeho sochy. Tento akt z 22. července ale může být roznětkou pro další vlny protestů.